# MAC-waarde
De MAC-waarde in de toxicologie is de maximale aanvaarde concentratie van een (schadelijke) stof (oorspronkelijk Engels:  maximum allowable concentration, nu bekend als threshold limit value of TLV).
De MAC-waarde is gedefinieerd als: 
"de maximale concentratie van een gas, damp of nevel of van een stof in de lucht op de werkplek die bij inademing gedurende arbeidsperiode in het algemeen geen nadelige gevolgen heeft op de gezondheid van de werknemers en hun nageslacht."
De eenheid die gehanteerd wordt voor gassen is ppm, parts per million; voor vaste stoffen (fijnstof) is de eenheid mg/m³.
De MAC-waarde geldt voor een gezonde volwassen man; vrouwen en mensen met een verlaagde weerstand zijn niet in de overweging meegenomen. De tendens lijkt te zijn dat meer onderzoek naar een stof tot resultaat heeft dat de MAC-waarde daalt. 
In Nederland zijn per 1 januari 2007 bestuurlijke MAC's vervallen en een deel van de oude (wettelijke) MAC's zijn in het nieuwe stelsel Wettelijke Grenswaarden opgenomen. Het oude grenswaardenstelsel bevatte zo'n 1000 wettelijke en bestuurlijke MAC-waarden. Het nieuwe grenswaardenstelsel omvat ruim 100 wettelijke grenswaarden en ruim 40 wettelijke grenswaarden voor kankerverwekkende stoffen. 
Voor dampvormige anesthetica wordt ook een minimale alveolaire concentratie gedefinieerd die ook als MAC aangegeven wordt.

## Vaststellen MAC-waarden
Aangezien de MAC-waarde wordt opgesteld na een beleidsmatige overweging is het ook mogelijk dat nationale wetgeving een eigen lijst met grenswaarden opstelt. 
Tot 2007 werden in Nederland MAC-waarden vastgesteld door het Ministerie van Sociale Zaken en Werkgelegenheid met behulp van de volgende procedure: 
1. De Commissie WGD deed een aanbeveling aan de Minister van Sociale Zaken en Werkgelegenheid ten aanzien van de maximaal aanvaardbare blootstelling van een stof op de werkplek, de zogenaamde gezondheidskundige advieswaarde.
2. De subcommissie MAC-waarden van de Sociaal-Economische Raad (SER) beoordeelde deze aanbevolen gezondheidskundige advieswaarde op technische en economische haalbaarheid, en nam de aanbeveling over of adviseerde de minister een afwijkende waarde.
3. De staatssecretaris van Sociale Zaken en Werkgelegenheid stelde de definitieve wettelijke limiet vast.

## Soorten MAC-waarden
Er bestaan twee soorten MAC-waarden:
- MAC-TGG oftewel MAC-tijdgewogen gemiddelde. Laat een kortdurende overschrijding van de norm toe mits deze gedurende de rest van de werkdag gecompenseerd wordt.
- MAC-C oftewel MAC-ceiling value (plafond-waarde). Deze waarde mag niet overschreden worden.

Verder wordt er soms aangegeven met (H) achter de waarde dat de stof ook via de huid het lichaam kan betreden.
MAC-waarden worden berekend voor een populatie van jonge gezonde werkende mannen (arbeiders) met een blootstelling aan een stof gedurende 8 uur per dag gedurende 40 uren per week gedurende hun hele loopbaan. MAC-waardes zijn geen normen die zieken, ouderen of kinderen beschermen.
Voor kortdurende blootstellingen kan ook een MAC-15 aangegeven worden waarbij de periode 15 minuten bedraagt in plaats van de normale werkdag van 8 uur.
MAC-waarden zijn binnenluchtnormen. Voor de buitenlucht gelden MIC-waarden (maximale immissieconcentratie), die meestal worden berekend door de MAC-C-waarde te delen door een veiligheidsfactor (meestal 100).